# Nestorianismo

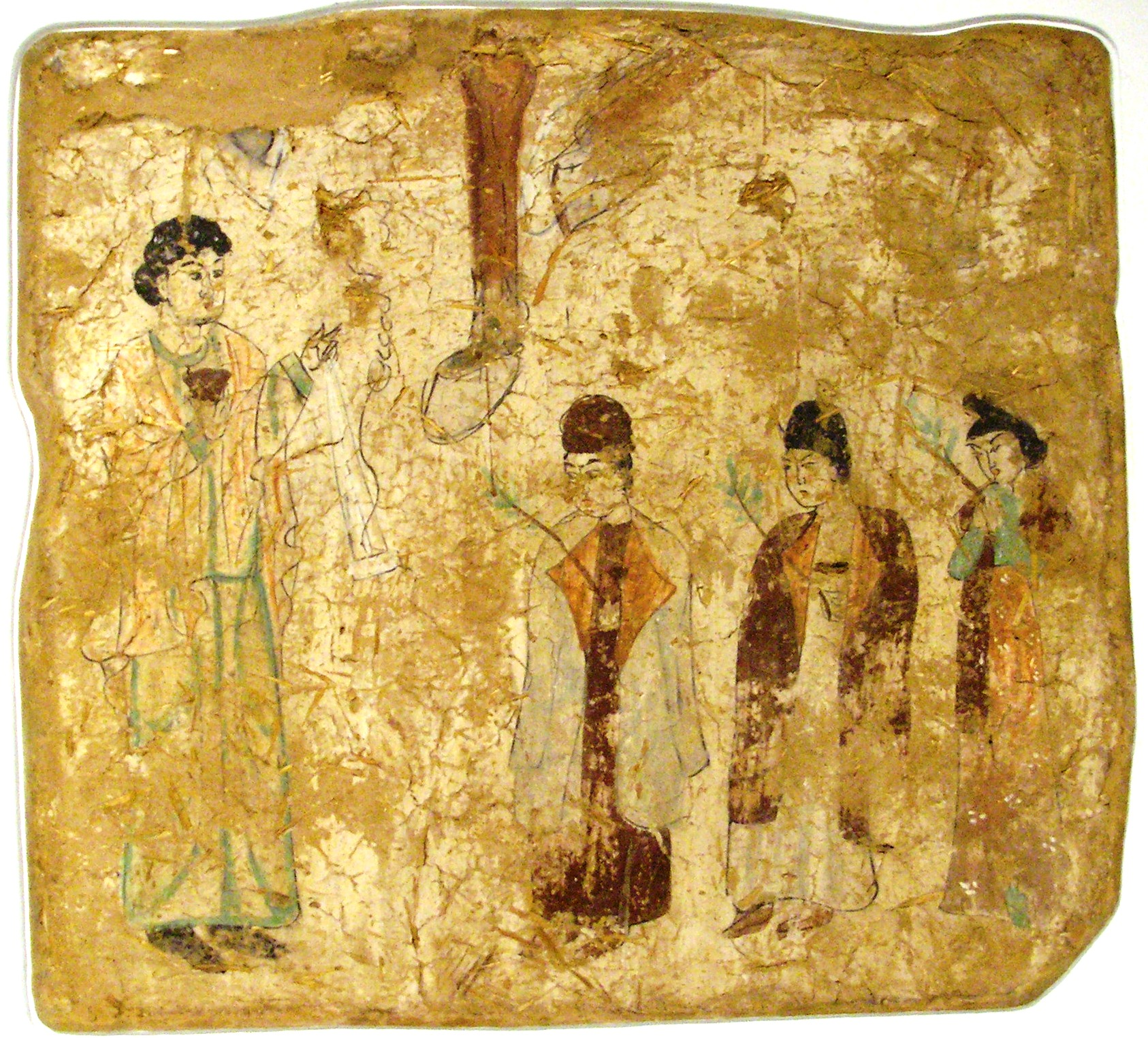
Padres nestorianos em procissão no Domingo de ramos
Pintura de parede do século VII ou VIII em uma igreja nestoriana na China

O nestorianismo é uma doutrina cristológica proposta por Nestório, Patriarca de Constantinopla (428–431). A doutrina, que foi formada durante os estudos de Nestório sob Teodoro de Mopsuéstia na Escola de Antioquia, enfatiza a desunião entre as naturezas humana e divina de Jesus. Os ensinamentos de Nestório o colocaram em conflito com alguns dos mais proeminentes líderes da igreja antiga, principalmente Cirilo de Alexandria, que criticou-o particularmente por negar o título Teótoco ("Mãe de Deus") a Maria de Nazaré. Nestório e seus ensinamentos foram condenados como heréticos no Primeiro Concílio de Éfeso em 431 e no Concílio de Calcedônia em 451, o que acabou por provocar o cisma nestoriano, no qual as igrejas que apoiavam Nestório deixaram o corpo da Igreja.
Porém, o crescimento da Igreja do Oriente no século VII e nos seguintes espalhou o nestorianismo por toda a Ásia. Há que se distinguir porém que nem todas as igrejas afiliadas com a Igreja do Oriente parecem ter seguido a cristologia nestoriana. A Igreja Assíria do Oriente, por exemplo, que reverencia Nestório, não segue a doutrina nestoriana histórica.

## Doutrina e a controvérsia nestoriana
Nestório desenvolveu a sua cristologia como uma tentativa dedutiva e emocional de explicar e entender a encarnação do divino Logos, a segunda pessoa da Trindade, no homem Jesus Cristo. Ele estudou em Antioquia, onde seu mentor fora Teodoro de Mopsuéstia. Ele e outros teólogos da escola já vinham há muito tempo ensinando uma interpretação literal da Bíblia e enfatizavam a diferença entre as naturezas humana e divina de Jesus. Nestório levou consigo estas crenças quando foi apontado Patriarca de Constantinopla pelo imperador Teodósio II em 438
Os ensinamentos dele se tornaram então a raiz da controvérsia quando ele publicamente criticou o já tradicional título de Teótoco ("Mãe de Deus") para a Virgem Maria. Ele sugeriu que o título negava a humanidade plena de Cristo, argumentando que Jesus tinha duas naturezas vagamente relacionadas, a do divino Logos e a do humano Jesus. Assim, ele propôs o título Cristótoco ("Mãe de Cristo") como sendo mais adequado para Maria.
Os oponentes de Nestório acharam que este ensinamento estava muito próximo da já condenada heresia do adocionismo — a ideia que Cristo teria nascido um homem que foi depois "adotado" (escolhido) como filho de Deus. Nestório foi especialmente criticado por Cirilo, Patriarca de Alexandria, que argumentou que os ensinamentos de Nestório minavam a unidade entre as naturezas divina e humana de Cristo na Encarnação. Nestório por sua vez sempre insistiu que a sua visão seria a ortodoxa, mesmo depois que ela já tinha sido considerada herética pelo Concílio de Éfeso em 431, levando ao cisma nestoriano.
O Nestorianismo é uma forma de diofisismo e pode ser entendido como a antítese do monofisismo, que emergiu justamente como reação a ele. Enquanto o primeiro sustenta que Cristo teria duas naturezas vagamente unidas (divina e humana), o monofisismo contesta que ele teria apenas uma única natureza, a humana absorvida pela sua divindade. O monofisismo sobreviveu até hoje, transformado no miafisismo das modernas igrejas do oriente.

## Primeiros anos e o cisma nestoriano
Nestorianismo se tornou uma seita distinta logo após o cisma nestoriano, iniciado na década de 430 Nestório tinha caído sobre o ataque dos teólogos ocidentais, principalmente Cirilo. Este tinha tanto motivos teológicos quanto políticos para atacar Nestório, uma vez que além de acreditar que ele estava incorreto em suas crenças, ele também queria enfraquecer o líder de um patriarcado competidor. Cirilo e Nestório pediram ao Papa Celestino I que interviesse no assunto e ele entendeu que o título Teótoco era ortodoxo, mas autorizou que ambos se desculpassem. Porém, Cirilo se utilizou esta opinião para atacar ainda mais Nestório, que acabou por solicitar ao imperador Teodósio II que convocasse um concílio para que todas as mágoas fossem endereçadas corretamente.
Em 431, Teodósio convocou o Primeiro Concílio de Éfeso. Porém, o concílio acabou finalmente ficando ao lado de Cirilo, defendendo que Cristo é uma pessoa divina que possui duas naturezas (uma divina e outra humana), e que a Virgem Maria é a mãe de Deus (Teótoco). O concílio também acusou Nestório de heresia e o depôs. O nestorianismo foi então oficialmente anatemizado, uma decisão posteriormente reforçada em Calcedônia em 451. Porém, uma quantidade de igrejas, principalmente as associadas com a Escola de Edessa, apoiaram Nestório — ainda que não necessariamente a sua doutrina completa — e se separaram das igrejas do ocidente. Após o cisma, muitos dos que apoiavam Nestório se mudaram para o Império Sassânida (Pérsia), onde eles se afiliaram às igrejas locais, conhecidas coletivamente como Igreja do Oriente.

## Nestorianismo e a Igreja do Oriente

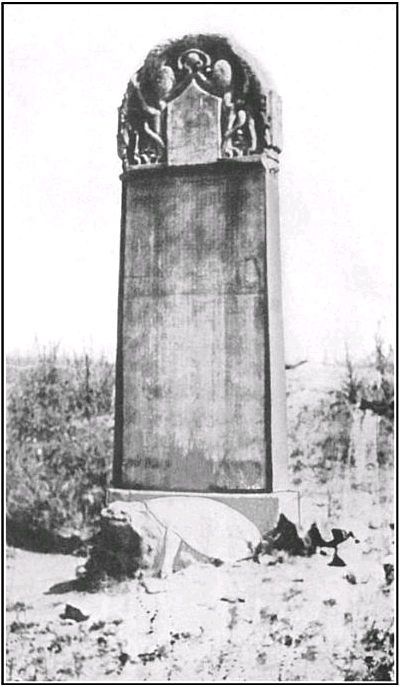
A Estela nestoriana, que atesta a existência do cristianismo nestoriano na China no século VII

A Pérsia há muito já era refúgio de uma comunidade cristã que vinha sendo perseguida pela maioria zoroástrica, sob a acusação de ter "inclinações" romanas. Em 424, a igreja persa se declarou independente da igreja bizantina e de todas as outras igrejas, justamente para refutar estas acusações. Logo após o cisma, a Igreja da Pérsia cada vez mais se alinhou com os nestorianos, uma medida que foi encorajada pelas lideranças zoroástricas e que, com o passar dos anos, levou-a a se tornar mais e mais nestoriana, ampliando assim o cisma entre ela  e igreja calcedoniana.
Em 486, o metropolita de Nísibis (atual Nusaybin), Barsauma, publicamente aceitou o mentor de Nestório, Teodoro de Mopsuéstia, como uma autoridade espiritual. Em 489, quando a Escola de Edessa (em Edessa, Mesopotâmia) foi fechada pelo imperador bizantino Zenão por suas tendências nestorianas, ela se mudou para sua cidade original, Nísibis, e se tornou novamente a Escola de Nísibis, provocando uma onda de migração nestoriana para a Pérsia. O patriarca dali, Mar Babai I (497–502), reiterou e expandiu a alta estima da igreja por Teodoro, solidificando então a adoção do nestorianismo entre membros da Igreja do Oriente.
A igreja emergiu mais forte após este período de atribulações e ampliou para ainda mais longe os seus esforços missionários. Missionários estabeleceram dioceses na península arábica e no subcontinente indiano  entre os cristãos de São Tomé. Eles fizeram alguns avanços sobre o Egito, apesar da forte presença monofisista lá. Missionários foram também até a Ásia central e tiveram significativos sucessos em converter as tribos tártaras. Eles também se firmaram na China durante a dinastia Tang (618–907).
Atualmente subsistem a Igreja Assíria do Oriente na Índia e no Iraque, Irã, China e nos Estados Unidos e em outros lugares onde haja migrado comunidades cristãs dos países citados.
A Igreja Assíria do Oriente, que defende não ser totalmente nestoriana, teve um papel fundamental na conservação de antigos textos gregos que foram traduzidos para o siríaco . Mais tarde foram traduzidos para o árabe e no século XIII para o latim.
Os historiadores eclesiásticos Wilhelm Baum e Dietmar W. Winkler esclarecem que a Igreja do Oriente "não era propriamente nestoriana" em termos de doutrina.
A Igreja Assíria do Oriente moderna evita o rótulo "nestoriana". O antigo líder da igreja, o catolikós Mar Gewargis III, rejeitou explicitamente o termo por ocasião de sua consagração em 1976.  Em 1994 Mar Dinkha IV e o papa João Paulo II assinaram uma "Declaração cristológica comum entre a Igreja Católica e a Igreja Assíria do Oriente" reforçando o caráter não nestoriano da Igreja do Oriente.